# Lorena (telenovela)
Lorena, atrapada en tu recuerdo fue una telenovela colombiana, escrita por Bernardo Romero Pereiro y su hija, Jimena Romero Henríquez, y producida y emitida por RCN Televisión en 2005.
Estuvo protagonizada por Coraima Torres y Diego Ramos, con la participación antagónica de la primera actriz María Cecilia Botero como la villana principal de la historia, con las actuaciones estelares del primer actor Gustavo Angarita, Orlando Miguel, Ana Soler, Lincoln Palomeque, Amada Rosa Pérez, Guillermo Vives, Susana Torres y Juan Sebastián Aragón, así como las actuaciones especiales de los primeros actores Edgardo Román y Kepa Amuchastegui.
La historia fue rodada enteramente en Medellín, segunda ciudad más grande de Colombia, siendo una de las pocas producciones de emisión nacional que no han sido grabadas en la capital del país o sus zonas aledañas.

## Sinopsis
Lorena Morantes (Coraima Torres) pensó que al casarse con Miguel Ferrero (Diego Ramos), el amor le alcanzaría para superar todos los problemas de rechazo que tenía con su suegra Rufina de Ferrero (María Cecilia Botero) y algunos de sus otros hijos. Sin embargo, el destino le tenía preparada otra prueba aún más dura y antes de poder contarle a su esposo que estaba embarazada, éste desaparece en un naufragio ocasionado por una tormenta.
Ella siente morir, pero el amor por el hijo que viene en camino la fortalece al punto de aceptar vivir con su nueva familia política, a pesar de saber que tanto su suegra, como sus cuñados Rodolfo (Guillermo Vives), Gerardo (Orlando Miguel) y Rebeca (Amada Rosa Pérez), consideran que sólo es una intrusa que busca quedarse con la herencia de Miguel, quien finalmente es el único hijo verdadero de Mateo Ferrero (Gustavo Angarita) y por lo tanto su heredero oficial.
La verdad que nadie sabe es que Miguel fue rescatado en una ciudad costera por unos pescadores que lo dejaron en manos de la doctora Silvia Rivero (Ana Soler), quien lo ayuda a sobrellevar su amnesia, mientras poco a poco se va enamorando de él. Mientras tanto y sin la posibilidad de trabajar por el alto riesgo de su embarazo, Lorena debe aceptar su nueva vida, mientras su suegra y Juan (Lincoln Palomeque), otro de sus cuñados, planean cómo hacer desaparecer al viejo y enfermo Mateo y apoderarse de la fortuna de los Ferrero, que con la supuesta muerte de Miguel, pasará a manos del esperado hijo de Lorena. El principal arma de Juan para lograrlo es enamorar a la viuda.
Con el tiempo Miguel recupera la memoria y al intentar regresar, Rufina le hace creer que su esposa ha reanudado su vida junto a Juan y que incluso han tenido un hijo, lo que lo hace reconsiderar su decisión. Ahora el amor por el recuerdo de su esposo desaparecido, los consejos de su amiga Camila (Susana Torres) y de su hermana Mariela (Adriana Silva), serán lo único que Lorena tenga para aferrarse a la vida, pues el odio de los Ferrero los ha llevado incluso a secuestrar al bebé.
En Lorena no existe el "felices por siempre" y el matrimonio será solo el comienzo de una intrincada historia de odios e intrigas, que pondrá a prueba si el amor es más fuerte que la muerte.

## Elenco
- Coraima Torres - Lorena Morantes de Ferrero
- Diego Ramos - Miguel Ferrero De Brigard
- María Cecilia Botero - Rufina De Brigard de Ferrero
- Gustavo Angarita - Mateo Ferrero
- Lincoln Palomeque - Juan Ferrero De Brigard
- Ana Soler - Silvia Rivera
- Amada Rosa Pérez - Rebeca Green de Ferrero
- Orlando Miguel - Gerardo Ferrero De Brigard
- Susana Torres - Camila Ruiz de Ferrero
- Guillermo Vives - Rodolfo Ferrero De Brigard
- Jaime Santos - Efraín
- Ana María Arango - Rosa
- Valentina Acosta - Tatiana
- Juan Sebastián Aragón - Julio
- Adriana Silva - Mariela Morantes
- Pilar Álvarez - Emilia
- Adriana Romero - Grethel
- Kepa Amuchastegui - Ángel Márquez
- Leonor Arango - Dorita
- Sandra Reyes - Carmen Ferrero
- Felipe Calero - Salvador
- Mónica Chávez - Dorotea
- Gerardo de Francisco - Alfredo Madero
- Karen Escobar - Amanda Ferrero
- Guillermo Gálvez - Dr. París
- Alexander Palacio - Inspector Abel Arias
- Luisa Fernanda Giraldo - Emperatriz
- Orlando Lamboglia - Raúl Falcón
- Felipe Noguera - Padre Mauricio
- Víctor Hugo Cabrera - Teo
- Argemiro Castiblanco

## Datos extras
- Luego de tener una amplia carrera en teatro y televisión, el papel de Rufina de Ferrero fue el primer personaje antagónico que interpretó María Cecilia Botero. Para ello, la actriz cambió radicalmente su apariencia física.

- El papel de Rebeca de Ferrero, una alcohólica que se suicida, fue el último en la carrera como actriz de Amada Rosa Pérez. Durante las grabaciones de la telenovela, Amada Rosa padeció una grave enfermedad auditiva que comprometía además la movilidad de su rostro, de la cual solo se recuperó tres años más tarde.[2] La joven actriz se alejó por completo de las pantallas intentando recuperarse de lo que ella misma denominó "una vida vacía y completamente desorientada", que la había llevado a abortar en 1999 y posteriormente a intentar suicidarse. Amada Rosa se unió desde entonces al movimiento católico Lazos de amor mariano y actualmente lidera un movimiento religioso contra el aborto.[3]

- Lorena fue la última historia escrita por el premiado y reconocido actor, director y guionista Bernardo Romero Pereiro antes de su muerte el 4 de agosto de 2005.

- En esta telenovela participan las hijas del director y guionista Bernardo Romero Pereiro, como guionista Jimena Romero Henríquez junto a su padre y como actriz Adriana Romero Henríquez integrante del elenco de la telenovela en un personaje secundario.